# Wendee Lee
Wendee Lee (Los Angeles, 20 febbraio 1960) è una doppiatrice statunitense. Benché abbia spesso lavorato nel doppiaggio dei videogiochi e di molti episodi in varie serie del franchise dei Power Rangers, Wendee Lee è stata particolarmente prolifica nel doppiaggio di anime. Ad aprile 2009, con 223 ruoli doppiati, è la doppiatrice in lingua inglese ad aver effettuato il maggior numero di lavori nel campo dell'animazione giapponese.
Fra i suoi ruoli più celebri si possono citare Nadia Ra Arwol in Nadia - Il mistero della pietra azzurra, Umi Ryuzaki di Magic Knight Rayearth, Kiyone Makibi in Chi ha bisogno di Tenchi?, Faye Valentine di Cowboy Bebop, TK Takaishi di Digimon Adventure, Haruhi Suzumiya in La malinconia di Haruhi Suzumiya e Konata Izumi di Lucky ☆ Star, e anche conosciuta per aver doppiato il videogioco Soul Calibur il personaggio da lei doppiata è Xianghua Chai
Wendee Lee ha anche accumulato molta esperienza come direttrice del doppiaggio.